# باشگاه فوتبال آکادمی ایگلز
باشگاه فوتبال آکادمی ایگلز یک باشگاه فوتبال از جزایر تورکس و کایکوس است که در حال حاضر در لیگ برتر پروو رقابت می‌کند.